# Óxido de bario
El óxido de bario es un sólido blanco e higroscópico cuya fórmula es BaO.
Carl Scheele identificó que la barita (sulfato de bario) contenía un elemento nuevo en 1774, pero no pudo aislar el bario, solamente el óxido de bario. Johan Gottlieb Gahn también aisló el óxido de bario dos años más tarde en estudios similares.

## Obtención
El óxido de bario se puede obtener al quemar bario en una atmósfera que contenga oxígeno, mediante la siguiente reacción:
2Ba + O2 → 2BaO
A pesar de ello, comúnmente se forma a través de la descomposición de otras sales de bario. Si como ejemplo se considera la descomposición del carbonato de bario (BaCO3), se tiene:
BaCO3 → BaO + CO2

## Reactividad
Cuando se pone en contacto con agua, el óxido de bario reacciona con ella para formar hidróxido de bario, según:
BaO + H2O → Ba(OH)2

## Usos
El óxido de bario se usa como recubrimiento para cátodos calientes y en tubos de rayos catódicos.

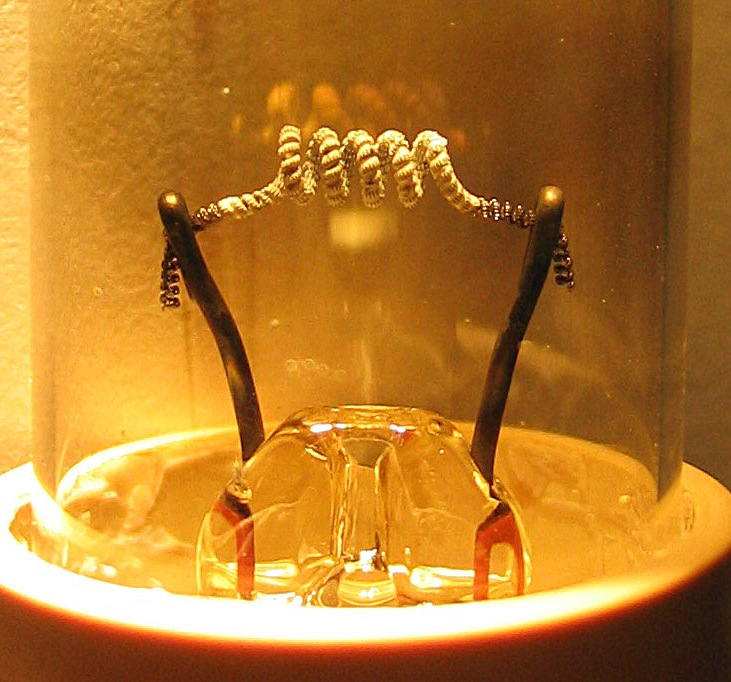
Detalle del filamento de una lámpara de descarga de mercurio gaseoso a baja presión, que muestra en la posición central de la espiral el recubrimiento de emisión termoiónica. Este revestimiento consiste en una mezcla de óxido de bario, y óxidos de estroncio y de calcio. Durante su uso normal, dicho revestimiento se va desgastando, lo que finalmente conduce a la rotura de la lámpara.

Otro uso del óxido de bario consiste en su empleo en la producción de determinadas clases de vidrios, como el vidrio crown. A diferencia del óxido de plomo que se usaba anteriormente, el óxido de bario aumenta el índice de refracción sin incrementar el poder dispersivo. El óxido de bario también se ha empleado como catalizador en la reacción etoxilación entre el óxido de etileno y alcoholes, que tiene lugar entre 150 y 200 °C.

## Peligros y riesgos
El óxido de bario es un irritante. Si entra en contacto con la piel o los ojos, o si es inhalado, puede provocar dolor y enrojecimiento. Sin embargo, es mucho más peligroso cuando se ingiere. Puede causar náusea y diarrea, parálisis muscular, arritmia cardíaca e incluso provocar la muerte. En caso de ingestión se debe recibir atención médica inmediatamente.
El óxido de bario también es peligroso para el medio ambiente. Es peligroso en especial para los organismos acuáticos.